# Variante (Literatur)
Als eine Variante gilt ein Text, der einerseits einem anderen Text ähnlich und andererseits so hinreichend von diesem verschieden ist, dass die Texte nach bestimmten Kriterien als nicht identisch beurteilt werden können. In der Editionswissenschaft, einem Zweig der Literaturwissenschaft, gibt es zum Phänomen Variante theoretische und methodische Konzepte. Varianten können kontextabhängig sein und sie beeinflussen das Verständnis eines Kunstwerks.
Für die englischsprachigen Begrifflichkeiten hat Christian Moraru eine Unterscheidung zwischen variant und version vorgeschlagen. Ein variant sei das Ergebnis der Frage nach dem WIE, eine version hingegen die Antwort auf die Frage WAS? Dazu zähle auch ein abgeleiteter Status oder eine Abhängigkeit von einer vorherigen Narration „which it both repeats and modifies.“

## Wissenschaftsgeschichte
In seinem polemischen Essay Éloge de la variante (1989) argumentiert Bernard Cerquiglini, dass Variantenbildung ein grundlegendes Kennzeichen der handschriftlich überlieferten Literatur ist. Cerquiglinis Hauptthese ist, dass Varianten und Varianz zentrale Aspekte des mittelalterlichen Textes sind und dass Bearbeiter von modernen Editionen aus diesem Grund mit den Texten nicht angemessen umgehen, wenn sie Varianz als etwas ansehen, was es zu beseitigen gilt. Im Zuge der ‚New Philology‘, die sich von Cerquiglinis Essay hatte inspirieren lassen, wurden variante Fassungen differenzierter betrachtet und die Variante gewann für die Werkinterpretation zunehmend an Interesse.

## Forschungsliteratur
- Varianten - Variants - Variantes. Herausgegeben von Christa Jansohn und Bodo Plachta. Niemeyer, Tübingen 2005, ISBN 3-484-29522-8
- Christian Moraru: Rewriting. Postmodern Narrative and Cultural Critique in the Age of Cloning. Albany, State University of New York, 2001
- Karl Kroeber: Retelling/Rereading. The Fate of Storytelling on Modern Times. New Brunswick: Rutgers University Press, 1992
- Gérard Genette: Palimpseste. Die Literatur auf zweiter Stufe. Suhrkamp, Frankfurt am Main 1993, ISBN 3-518-11683-5 (zuerst erschienen auf Französisch mit dem Titel Palimpsestes. La littérature au second degré, 1982),
- Seymour Chatman: „Reply to Barbara Herrnstein Smith“, Critical Inquiry, 7 (1981), 802–809.
- Barbara Herrnstein Smith: „Narrative Versions“, Critical Inquiry, 7 (1980), 213–216.